# Theo Paul
Theo Paul (* 27. Dezember 1953 in Laer) ist ein deutscher römisch-katholischer Geistlicher. Von Januar 1997 bis September 2020 war er Generalvikar im Bistum Osnabrück.

## Leben
Nach einer Ausbildung zum Industriekaufmann machte er sein Abitur und studierte in Frankfurt am Main und Münster Theologie. Seine Diplomarbeit schrieb er über das Thema Die Kirche auf dem Weg zu den Armen. Eine Konfrontation der Theologie der Befreiung (nach L. Boff) mit Problemen europäischer Kirche. 1981 wurde er zum Priester geweiht. Anschließend war er in Meppen, Haren (Ems) und Lemförde tätig. Er war Abteilungsleiter im Generalvikariat, Frauenseelsorger, Präses der Christlichen Arbeiterjugend (CAJ) und Präses der Katholischen Arbeitnehmer-Bewegung im Bistum Osnabrück. Er feierte im Dezember 2006 sein silbernes Priesterjubiläum. Theo Paul war von 2010 bis 2019 Vorsitzender des Verwaltungsrates von Misereor.  Von 2002 bis 2020 war er Aufsichtsratsvorsitzender der Katholischen Nachrichten-Agentur (KNA). Er war von  2011 bis 2021 Vorsitzender des Katholischen Krankenhausverbandes Deutschlands (KKVD). Für seine Rolle bei der Zusammenlegung von Krankenhäusern im Bistum Osnabrück wurde er von Politikern der CDU in Meppen kritisiert.
Auf die Initiative von Theo Paul geht die Gründung des Frauenklosters neben der Gedenkstätte Esterwegen zurück.
Im Januar 2020 nahm Bischof Franz-Josef Bode nach 23 Jahren Amtszeit seinen Rücktritt als Generalvikar des Bistums Osnabrück mit Wirkung zum 20. September desselben Jahres an. Zu seinem Nachfolger wurde Ulrich Beckwermert ernannt. Theo Paul bleibt trotz seiner angegriffenen Gesundheit mit reduzierten Aufgaben im aktiven Dienst. Bischof Bode ernannte ihn zum Bischofsvikar für die katholischen Krankenhäuser. Zudem ist Paul Rektor des Priesterseminars.